# Grande Hural di Stato
Il Grande Hural di Stato (mongolo: Улсын Их Хурал, Ulsyn Ih Hural) è il Parlamento unicamerale della Mongolia. Esso rappresenta il potere legislativo del governo. Il Grande Hural si trova nella piazza principale di Ulan Bator, nel Palazzo del Governo.

## Struttura
Tutti i 126 membri (76 prima del rinnovo del 2024) rappresentano le 26 circoscrizioni plurinominali, e sono eletti per un mandato di quattro anni. L'elezione è valida solo se il 50% dell'elettorato vota. I cittadini mongoli possono votare a partire dall'età di 18 se vivono in Mongolia, mentre possono essere eletti alla carica all'età di 25. 
Si scioglie il governo con il parlamento e sono indette nuove elezioni se il primo ministro o la metà dei ministri del Gabinetto dà le dimissioni. Il parlamento può anche essere sciolto se il presidente lo decreta o se i due terzi dei membri votano per la dissoluzione, oltre che per la scadenza della legislatura.

## Presidente
I membri  del parlamento eleggono un presidente tra i propri numeri. Il presidente esegue il ruolo di presidente del ramo legislativo del Governo, nonché è Vice del Presidente, infatti è al secondo posto nella gerarchia dello Stato dopo il presidente. 
Il presidente sovrintende le sessioni del parlamento ed è responsabile per le procedure di voto, nella normale gestione però ha un ruolo marginale e quasi esclusivamente cerimoniale. Automaticamente (ex officio) diventa membro anche del Consiglio di Sicurezza Nazionale.

## Poteri e doveri
Il parlamento elabora nuove leggi in collaborazione con il governo, e decide sulla loro introduzione. Il Grande Hural di Stato approva il bilancio annuale ed ha il potere di dichiarare guerra. I partiti rappresentati in parlamento possono invece nominare i candidati per l'elezione diretta del Presidente della Repubblica. 
Il Grande Hural di Stato ne convalida elezione e conferma il Primo ministro (proposto dal presidente) e gli altri ministri con voto di fiducia. Le sessioni durano un minimo di 75 giorni. Ha la capacità di ignorare i veti presidenziali con una maggioranza dei 2/3. I 2/3 della maggioranza sono necessari anche per un cambiamento della costituzione.